# Забористов, Валерий Николаевич
Валерий Николавевич Забористов (род. 7 апреля 1942 года, Улан-Батор, Монголия) — учёный-химик, член-корреспондент РАЕН, лауреат премии имени С. В. Лебедева.

## Биография
Родился 7 апреля 1942 года в городе Улан-Батор (Монголия).
В 1968 году закончил Казанский химико-технологический институт.
В 1978 году защитил кандидатскую диссертацию на тему «Исследование в области сополимеризации изобутилена с изопреном и некоторые пути совершенствования промышленного синтеза сополимера».
В 1988 году защитил докторскую диссертацию на тему «Управление селективностью глубокой гомо- и гетерофазной полимеризации как основа ресурсосберегающей технологии эластомеров».

## Научная деятельность
Научные направления исследований:
- химия и технология высокомолекулярных соединений; растворная, суспензионная, газофазная, радикальная, катионная, анионная и стереоспецифическая (со)полимеризация;
- модификация полимеров, сорбентов, масел; синтез присадок для масел;
- разработка и создание первого в РФ производства высокостереоспецифических редкоземельных катализаторов для «неодимовых» эластомеров;
- экологическая безопасность производств СК, РТИ и объектов нефтехимии;
- созданы технология и установка переработки отработанного медно-аммиачного раствора с получением пигментов для красок;
- эколого-экономическая эффективность технологических процессов — разработка и реализация ресурсосберегающих технологий эластомеров — бутадиеновых и изопреновых эластомеров, полиизобутилена, бутилкаучука, антиоксидантов, жидких каучуков на заводах в Нижнекамске и Ефремове;
- разработанная концепция мультирисайклинга, реализована в отношении адсорбентов;
- синэргетика глубокой переработки сырья (древесины, нефти, газа и др.);
- разработки и внедрения в области нанотехнологий; новые типы высокодисперсного аморфного кремнезема («nanosilica»), оксида магния и адсорбентов, полимерные наноматериалы (self-assembling блок-сополимеры для Университета Торонто (Канада) и др.);
- исследования в области химии метанола и получения мономеров на его основе;
- совместно с ИХФ РАН и БашГУ (ныне Уфимский университет науки и технологий) — разработка и промышленное использование турбулентных реакторов для сверхбыстрых реакций;
- в связи с подготовкой сырьевой базы для производства биобутадиена по новой технологии проводятся работы в области катализа, а также освоения и развития технологии лигноцеллюлозного биоэтанола на основе отходов древесины и сельского хозяйства в России.

## Общественная деятельность
- Член Технического комитета Международного Института Производителей Синтетического Каучука (TC ES IISRP, London) (1996—2008)
- Член-корреспондент РАЕН (с 1996)
- Член Совета Директоров ОАО ЕЗСК (1996)
- Профессор ТулГУ (1996)

Провел курс лекций для инженеров и ученых China Jilin Chemical Company (Китай) в качестве приглашенного профессора (1996).
Соавтор более 467 научных работ. Почти половина из них — авторские свидетельства СССР, патенты России (197 шт.). Ряд изобретений запатентованы в Германии, Великобритании, Франции, ГДР, Польши, Италии, Чехии, Финляндии, Японии и Швейцарии. Многие из изобретений внедрены на различных заводах страны.

## Награды
- «Отличник ВОИР» (1976, 1988)
- «Отличник химической промышленности» (1993)
- «Почетный химик Российской Федерации» (2000)
- Премия имени С. В. Лебедева (за 2004 год, совместно с В. С. Ряховским) — за работу «Разработка и создание технологии новых высокостереоспецифических катализаторов на основе соединений редкоземельных элементов и организация первого в России промышленного производства экологически чистых полимеров и сополимеров сопряжённых диенов нового поколения»
- Диплом «Российского Союза химиков» за значительный вклад в развитие российской нефтехимии (2009)
- Почетные грамоты ЦП ВХО имени Д. И. Менелеева, Миннауки, Татнефти, и др.